# 李嗣業
李 嗣業（り しぎょう、生年不詳 - 乾元2年1月28日（759年3月2日））は、唐の武将。西域で活躍し、安史の乱において大きな功績を上げたが、戦死した。字も嗣業。

## 経歴
京兆郡高陵の出身。身長が7尺あり、膂力が衆人と隔絶した差があった。開元年間に昭武校尉に任じられる。安西軍において必ず先鋒となり、陌刀を使って敵をうち破った。安西節度使の夫蒙霊詧は、戦争の度に同行させた。
天宝6載（747年）、高仙芝の小勃律討伐に左陌刀将として従い、連雲堡の攻略に大きな功績を上げたことから右威衛将軍に任命された。タシュケント（石国）、西突厥討伐においても先鋒となり、捕虜から「神通大将」と呼ばれた。
天宝9載（750年）、高仙芝に従い、（タラス河畔の戦い）に参加したが唐軍は大敗する。もう一戦しようとする高仙芝を押しとどめて退却を進言し、高仙芝の退路を開けた。この時に段秀実の進言に従って兵を集結させた上で退却した。この功績で右金吾大将軍に昇進し、カシュガルに駐屯した。白龍の祠を建てて城を完成させ、祈祷をして枯れた井戸から水を出させた。（新唐書より）。天宝12載（753年）、驃騎大将軍に任じられる。入朝して玄宗から酒を賜り、舞を舞った。
安史の乱が起き、李嗣業は粛宗のもとに駆けつけ大変喜ばれ、郭子儀・僕固懐恩と共に戦った。常に先鋒となって敵を突き崩し、四鎮・伊西・北庭行軍兵馬使に任じられた。至徳2載（757年）、敵の手に落ちていた長安へ進軍し前軍を指揮していたが、李帰仁の騎兵による反撃を受け唐軍の陣は乱れてしまった。決死の覚悟で自ら最前線に出た李嗣業は、敵兵数十人を殺して陣を立て直した後に、2千の歩兵で李帰仁を押し返した。その上で、ウイグル軍との挟撃にも成功して長安を奪回する。洛陽奪回の際にも功績が大きかった。乾元2年（759年）正月、魚朝恩・郭子儀・李光弼らと共に相州を囲んで諸軍第一の奮闘をしたが、流れ矢にあたり、傷口が開き、血を数升流して死んだ。私財はなく、賞賜も全て軍のものとしていた。

## 伝記資料
- 『旧唐書』巻一百九 列伝第五十九「李嗣業伝」
- 『新唐書』巻百三十八 列伝第六十三「李嗣業伝」